# Села-при-Ракі
Села-при-Ракі (словен. Sela pri Raki) — поселення в общині Кршко, Споднєпосавський регіон, Словенія. Висота над рівнем моря: 206 м.